# Ligue africaine de basket-ball 2022
Navigation
2021 2023
La saison 2022 de la Ligue africaine de basket-ball est la deuxième saison de la Ligue africaine de basket-ball (BAL), compétition inter-clubs africains, née du partenariat entre la NBA et la FIBA.

## Équipes participantes
Les champions du Sénégal, du Maroc, d'Angola, de Tunisie et d'Egypte sont automatiquement qualifiés pour la Ligue africaine de basket-ball. Les champions des autres pays africains doivent passer par un tournoi de qualification organisée par la FIBA Afrique pour accéder à la phase finale de la compétition.
| Équipe               | Ville, pays                                | Ligue nationale                             | Mode de qualification    |
| -------------------- | ------------------------------------------ | ------------------------------------------- | ------------------------ |
| AS Salé              | Salé, Maroc                                | Division Excellence                         | Champion du Maroc        |
| BC Espoir Fukash     | Kinshasa, République démocratique du Congo | Ligue provinciale de Kinshasa               | Tournoi de qualification |
| Cape Town Tigers     | Le Cap, Afrique du Sud                     | Championnat d'Afrique du Sud de basket-ball | Tournoi de qualification |
| Cobra Sports Club    | Juba, Soudan du Sud                        | Championnat du Soudan du Sud de basket-ball | Tournoi de qualification |
| DUC                  | Dakar, Sénégal                             | Nationale 1                                 | Champion du Sénégal      |
| FAP                  | Yaoundé, Cameroun                          | Elite Messieurs                             | Tournoi de qualification |
| Ferroviário da Beira | Beira, Mozambique                          | Division I                                  | Tournoi de qualification |
| Petro de Luanda      | Luanda, Angola                             | BAI Basket                                  | Champion d'Angola        |
| REG                  | Kigali, Rwanda                             | National Basketball League                  | Tournoi de qualification |
| SLAC                 | Conakry, Guinée                            | Ligue 1                                     | Tournoi de qualification |
| US Monastir          | Monastir, Tunisie                          | Pro A                                       | Champion de Tunisie      |
| Zamalek              | Gizeh, Égypte                              | Super League                                | Champion d'Egypte        |

## Formule
Les douze équipes sont réparties en deux conférences géographiques de six équipes, la conférence du Sahara et la conférence du Nil. Chaque équipe s'affronte une fois au sein de chaque conférence. Les quatre premiers de chaque conférence se qualifient pour les quarts de finale.

## Compétition

### Phase de groupe
| Légende :                                    |
| - Qualification pour les play-offs - Éliminé |

#### Conférence du Sahara
Les matchs de la conférence du Sahara se déroulent à Dakar du 5 au 15 mars 2022.
| Rang | Équipe               | %  | J | G | P | Pp  | Pc  | Diff |
| ---- | -------------------- | -- | - | - | - | --- | --- | ---- |
| 1    | REG                  | 80 | 5 | 4 | 1 | 431 | 423 | 8    |
| 2    | US Monastir          | 80 | 5 | 4 | 1 | 397 | 355 | 42   |
| 3    | AS Salé              | 60 | 5 | 3 | 2 | 454 | 438 | 16   |
| 4    | SLAC                 | 40 | 5 | 2 | 3 | 392 | 394 | -2   |
| 5    | Ferroviário da Beira | 20 | 5 | 1 | 4 | 416 | 448 | -32  |
| 6    | DUC                  | 20 | 5 | 1 | 4 | 402 | 434 | -32  |

1er Journée :
| 5 mars       | DUC                  | 70 - 85 | SLAC                 |
| 6 mars       | REG                  | 91 - 87 | AS Salé              |
| 6 mars       | US Monastir          | 77 - 71 | Ferroviário da Beira |
| 2e Journée : |                      |         |                      |
| 8 mars       | SLAC                 | 55 - 76 | US Monastir          |
| 8 mars       | Ferroviário da Beira | 98 - 92 | DUC                  |
| 8 mars       | REG                  | 83 - 81 | AS Salé              |
| 3e Journée : |                      |         |                      |
| 11 mars      | SLAC                 | 95 - 84 | Ferroviário da Beira |
| 11 mars      | AS Salé              | 90 - 96 | US Monastir          |
| 11 mars      | DUC                  | 92 - 86 | REG                  |
| 4e Journée : |                      |         |                      |
| 12 mars      | SLAC                 | 90 - 74 | Ferroviário da Beira |
| 12 mars      | US Monastir          | 74 - 62 | DUC                  |
| 14 mars      | REG                  | 77- 74  | US Monastir          |
| 5e Journée : |                      |         |                      |
| 14 mars      | AS Salé              | 91- 81  | SLAC                 |
| 15 mars      | Ferroviário da Beira | 89 - 94 | REG                  |
| 15 mars      | DUC                  | 86 - 91 | AS Salé              |

Le Rwanda Energy Group BBC (REG) remporte le titre de champion de la conférence Sahara.

#### Conférence du Nil
Les matchs de la conférence du Nil se déroulent au Caire du 9 au 19 avril 2022.
| Rang | Équipe            | %   | J | G | P | Pp | Pc | Diff |
| ---- | ----------------- | --- | - | - | - | -- | -- | ---- |
| 1    | Zamalek SC        | 100 | 5 | 5 | 0 | 00 | 00 |      |
| 2    | Pétro de Luanda   | 80  | 5 | 4 | 1 | 00 | 00 |      |
| 3    | Cape Town Tigers  | 40  | 5 | 2 | 3 | 00 | 00 |      |
| 4    | FAP Yaoundé       | 40  | 5 | 2 | 3 | 00 | 00 |      |
| 5    | Cobra Sports Club | 20  | 5 | 1 | 4 | 00 | 00 |      |
| 6    | BC Sports Fukash  | 20  | 5 | 1 | 4 | 00 | 00 |      |

1er Journée :
| 9 avril      | Zamalek           | 80 - 63  | Cobra Sports Club |
| 10 avril     | FAP               | 77 - 60  | BC Espoir Fukash  |
| 10 avril     | Cape Town Tigers  | 61 - 90  | Petro de Luanda   |
| 2e Journée : |                   |          |                   |
| 12 avril     | Petro de Luanda   | 92 - 56  | Cobra Sports Club |
| 12 avril     | Cape Town Tigers  | 77 - 101 | Zamalek           |
| 13 avril     | Cobra Sports Club | 108 - 82 | BC Espoir Fukash  |
| 3e Journée : |                   |          |                   |
| 13 avril     | FAP               | 70 - 73  | Cape Town Tigers  |
| 15 avril     | Cobra Sports Club | 79 - 83  | Cape Town Tigers  |
| 15 avril     | Zamalek           | 85 - 72  | Petro de Luanda   |
| 4e Journée : |                   |          |                   |
| 16 avril     | Petro de Luanda   | 73 - 60  | FAP               |
| 16 avril     | BC Espoir Fukash  | 92 - 101 | Zamalek           |
| 18 avril     | Petro de Luanda   | 94 - 64  | BC Espoir Fukash  |
| 5e Journée : |                   |          |                   |
| 18 avril     | FAP               | 71 - 64  | Cobra Sports Club |
| 19 avril     | BC Espoir Fukash  | 96 - 92  | Cape Town Tigers  |
| 19 avril     | Zamalek           | 77 - 63  | FAP               |

### Playoffs
Les confrontations du tableau final sont déterminées selon le bilan des clubs lors de la première phase. Les rencontres ont lieu du 21 au 28 mai 2022 à la Kigali Arena de Kigali au Rwanda.
|  | Quarts de finale 21 et 22 mai 2022 | Quarts de finale 21 et 22 mai 2022 |                 |             | Demi-finales 25 mai 2022    | Demi-finales 25 mai 2022    |    |  | Finale 28 mai 2022 | Finale 28 mai 2022 |
|  | Quarts de finale 21 et 22 mai 2022 | Quarts de finale 21 et 22 mai 2022 |                 |             | Demi-finales 25 mai 2022    | Demi-finales 25 mai 2022    |    |  | Finale 28 mai 2022 | Finale 28 mai 2022 |
|  |                                    |                                    |                 |             |                             |                             |    |  |                    |                    |
|  | 21 mai                             | 21 mai                             |                 |             | 25 mai                      | 25 mai                      |    |  | 27 mai             | 27 mai             |
|  | 21 mai                             | 21 mai                             |                 |             | 25 mai                      | 25 mai                      |    |  | 27 mai             | 27 mai             |
|  | REG                                | 63                                 |                 |             | 25 mai                      | 25 mai                      |    |  | 27 mai             | 27 mai             |
|  | REG                                | 63                                 |                 |             | 25 mai                      | 25 mai                      |    |  | 27 mai             | 27 mai             |
|  | FAP                                | 66                                 |                 |             | 25 mai                      | 25 mai                      |    |  | 27 mai             | 27 mai             |
|  | FAP                                | 66                                 | FAP             | 74          |                             |                             |    |  | 27 mai             | 27 mai             |
|  | 21 mai                             |                                    | FAP             | 74          |                             |                             |    |  | 27 mai             | 27 mai             |
|  |                                    | Petro de Luanda                    | 88              |             |                             |                             |    |  | 27 mai             | 27 mai             |
|  | Petro de Luanda                    | Petro de Luanda                    | 88              | 102         |                             |                             |    |  | 27 mai             | 27 mai             |
|  | Petro de Luanda                    |                                    |                 | 102         |                             |                             |    |  | 27 mai             | 27 mai             |
|  | AS Salé                            | 89                                 |                 |             |                             |                             |    |  | 27 mai             | 27 mai             |
|  | AS Salé                            | 89                                 | Petro de Luanda | 72          |                             |                             |    |  |                    |                    |
|  | 22 mai                             |                                    | Petro de Luanda | 72          |                             |                             |    |  |                    |                    |
|  |                                    | US Monastir                        | 83              |             |                             |                             |    |  |                    |                    |
|  | Zamalek                            | US Monastir                        | 83              | 66          |                             |                             |    |  |                    |                    |
|  | Zamalek                            | 25 mai                             |                 | 66          |                             |                             |    |  |                    |                    |
|  | SLAC                               | 49                                 |                 |             |                             |                             |    |  |                    |                    |
|  | SLAC                               | 49                                 | Zamalek         | 81          |                             |                             |    |  |                    |                    |
|  | 22 mai                             | 22 mai                             | Zamalek         | 81          | Troisième place 27 mai 2022 | Troisième place 27 mai 2022 |    |  |                    |                    |
|  | 22 mai                             | 22 mai                             |                 | US Monastir | Troisième place 27 mai 2022 | Troisième place 27 mai 2022 | 88 |  |                    |                    |
|  | US Monastir                        | 106                                | 28 mai          | 28 mai      |                             |                             | 88 |  |                    |                    |
|  | US Monastir                        | 106                                | 28 mai          | 28 mai      |                             |                             |    |  |                    |                    |
|  | Cape Town Tigers                   | 67                                 |                 | FAP         | 74                          |                             |    |  |                    |                    |
|  | Cape Town Tigers                   | 67                                 |                 | FAP         | 74                          |                             |    |  |                    |                    |
|  |                                    |                                    |                 |             |                             |                             |    |  | Zamalek            | 97                 |
|  |                                    |                                    |                 |             |                             |                             |    |  | Zamalek            | 97                 |

## Champion
| Ligue africaine de basket-ball Vainqueur 2022 |
| --------------------------------------------- |
| US Monastir Premier titre                     |

- Président : Ahmed Belli
  - Entraîneur : Miodrag Perišić (en)
  - Joueurs : Neji Jaziri, Houssem Mhamli, Oussama Marnaoui, Radhouane Slimane, Firas Lahyani, Mohamed Abbassi, Wassef Methnani, Mokhtar Ghayaza, Michael Dixon, Souleymane Diabate, Ater Majok, Charles Loic Onana Awana, Julius Coles (joué durant la deuxième phase), Mohamed Adam Rassil (joué durant la première phase)

## Récompenses individuelles
- Première équipe type :
  -  Terrel Stoglin
  -   Édgar Sosa
  -  Carlos Morais
  -  Radhouane Slimane
  -  Ater Majok

- Première équipe défensive type :
  -  Wilson Nshobozwabyosenumukiza
  -  Childe Dundão
  -  Aboubakar Gakou
  -  Brice Eyaga Bidias
  -  Ater Majok

- Distinctions personnelles :
  - Meilleur joueur :   Michael Dixon
  - Meilleur défenseur :  Ater Majok
  - Meilleur entraîneur :  José Neto
  - trophée de l'esprit sportif (fair-play) :  Anas Mahmoud

- Leaders statistiques individuels :
  - Meilleur marqueur :  Terrel Stoglin
  - Meilleur rebondeur :  Mayan Kiir
  - Meilleur passeur :  Hameed Tariq Ali
  - Meilleur intercepteur :  Childe Dundão
  - Meilleur contreur :  Chris Obekpa
  - Meilleur pourcentage de panier à trois points :   Michael Dixon
  - Meilleur pourcentage de lancer franc :   Mikh McKinney